# Paulinia (geslacht)
Paulinia is een geslacht van rechtvleugeligen uit de familie veldsprinkhanen (Acrididae). De wetenschappelijke naam van dit geslacht is voor het eerst geldig gepubliceerd in 1843 door Blanchard.

## Soorten
Het geslacht Paulinia  is monotypisch en omvat slechts de volgende soort:
- Paulinia acuminata (De Geer, 1773)